# Arpino
Arpino est une commune italienne de la province de Frosinone dans le Latium. Arpino est située à 99 km à l'Est-Sud-Est du centre de Rome, et à 104 km au Nord-Ouest du centre de Naples, sur un escarpement qui domine la vallée du Liri.

## Histoire
Arpino est connue dans l'antiquité romaine sous le nom d‘Arpinum. Elle possède des vestiges de murs cyclopéens, datant de la culture latiale. 
Elle appartint aux Volsques, puis aux Samnites et enfin aux Romains (305 av. J.-C.). Elle obtint le droit de cité romain en 302 av. J.-C., selon Tite-Live.
En -188 elle reçoit le droit de suffrage, qui jusque là lui était refusé, du Tribun de la plèbe C. Valérius Tappus. 
Marius y est né en 156 av. J.-C. et Cicéron le 3 janvier 106 av. J.-C.. Ce dernier séjourna fréquemment dans la maison familiale et a situé les dialogues de son traité De Legibus (Sur les Lois) dans le bois sacré d'Arpinum.
Au début du moyen âge, la ville fut disputée pour sa position stratégique entre le duché de Rome et le duché de Bénévent. Après le XIe siècle, elle appartint à la dynastie italo-normande des Hohenstaufen et aux États de l'église. 
Elle fut détruite deux fois : en 1229 par l'empereur Frédéric II et en 1242 par son fils Conrad IV.
Le fameux castrat soprano Gioacchino Conti, connu sous le nom d'Il Gizziello, est né à Arpino en 1714.

## Administration
| Période                                  | Période  | Identité    | Étiquette | Qualité |
| ---------------------------------------- | -------- | ----------- | --------- | ------- |
| 30 mai 2006                              | En cours | Fabio Forte |           |         |
| Les données manquantes sont à compléter. |          |             |           |         |

### Communes limitrophes
Broccostella, Casalattico, Casalvieri, Castelliri, Fontana Liri, Fontechiari, Isola del Liri, Monte San Giovanni Campano, Santopadre, Sora

## Culture locale
Depuis 1980, est organisé à Arpino le Certamen Ciceronianum Arpinas (« Concours Cicéronien d'Arpino »), compétition annuelle internationale de version latine à partir de textes de Cicéron.

## Lieux et monuments
- Acropole d'Arpino (it)[4]
- Tour de Cicéron[5]
- Statue de Cicéron
- Basolato Poligonale - Vestiges de voie romaine
- Église de l'Archange Saint Michel[6]
- Église de Saint Antoine[7]
- Fondation Umberto Mastroianni[8]
- Fontaine dell'Aquila

## Personnalités
- Agrippa (peut-être né à Arpinum)
- Marius
- Cicéron
- Marcus Tullius Tiro
- Le Cavalier d'Arpin, peintre, 1568 – 1640
- les castrats Gizziello, Sedoti (Filippo et Giuseppe), Cossa et Quadrini[9]
- Angelo Parisi, champion olympique de judo en 1980

### Sources antiques
- [Tite-Live] Tite-Live, Histoire romaine (BNF 12008346), liv. 9, 44, 16 ; liv. 10, 1, 2 ; et liv. 38, 36.